# Melih
Melih ist ein türkischer männlicher Vorname arabischer Herkunft mit der Bedeutung „schön, anmutig, liebenswürdig“. Die weibliche Form des Namens – mit derselben Bedeutung – ist Meliha.

## Namensträger
- Melih Ağa (* 1993), türkischer Fußballspieler
- Melih Bulu (* 1970), türkischer Akademiker, Politiker und Universitätsrektor
- Melih Cevdet (1915–2002), türkischer Schriftsteller
- Melih Esenbel (1915–1995), türkischer Diplomat und Politiker
- Melih Gökçek (* 1948), türkischer Politiker, Oberbürgermeister von Ankara
- Melih Kartal (* 1995), türkischer Fußballspieler
- Melih Kotanca (1915–1986), türkischer Fußballspieler und Leichtathlet
- Melih Okutan (* 1996), türkischer Fußballspieler
- Melih Vardar (1993–2020), türkischer Fußballspieler
- Melih Can Yağcı (* 1996), türkischer Fußballspieler
- Melih Yersel (* 2001), türkischer Kugelstoßer

### Zwischenname
- Vahit Melih Halefoğlu (1919–2017), türkischer Diplomat und Politiker
- Ahmet Melih Ulueren (* 1955), türkischer Diplomat